# Spektynomycyna
Spektynomycyna (łac. spectinomycinum) – wielofunkcyjny organiczny związek chemiczny pochodzenia naturalnego, wytwarzany przez Streptomyces spectabilis, antybiotyk z grupy aminocyklitoli, stosowany w leczeniu rzeżączki.

## Mechanizm działania
Spektynomycyna jest antybiotykiem z grupy pochodnych aminocyklitoli i działa bakteriobójczo na Neisseria gonorrhoeae i Ureaplasma urealyticum. Spektynomycyna hamuje syntezę białka bakteryjnego poprzez wiązanie się z podjednostką 30S rybosomu.

## Zastosowanie
- ostre rzeżączkowe zapalenie cewki moczowej i odbytu u mężczyzn[5],
- ostre rzeżączkowe zapalenie szyjki macicy i odbytu u kobiet[5],
- rzeżączka oporna na leczenie penicyliną lub tetracyklinami[4],
- rzeżączka u pacjentów uczulonych na penicilinę[4],

Spektynomycyna znajduje się na wzorcowej liście podstawowych leków Światowej Organizacji Zdrowia (WHO Model Lists of Essential Medicines) (2015).
Spektynomycyna nie jest dopuszczona do obrotu w Polsce (2018).

## Działania niepożądane
Spektynomycyna może powodować następujące działania niepożądane: nudności, ból głowy, zawroty głowy, nadwrażliwość, bezsenność, brak łaknienia, reakcje miejscowe.